# بروس لی (فیلم ۲۰۱۷)
بروس لی (به انگلیسی: Bruce Lee) فیلمی هندی محصول سال ۲۰۱۷ و به کارگردانی بی. گوپال است. در این فیلم بازیگرانی همچون جی. وی پراکاش کومار، کریتی کارباندا، بالا ساراوانان، رامدوس، راجندران، منصور علی خان و آناند آراج ایفای نقش کرده‌اند.